# クロード・オータン＝ララ
クロード・オータン＝ララ（Claude Autant-Lara, 1901年8月5日 - 2000年2月5日）は、フランスの映画監督。代表作に『肉体の悪魔』『赤と黒』『パリ横断』がある。

## 経歴
1901年8月5日、ヴァル＝ドワーズ県に生まれる。第一次世界大戦の間、母親とともにイングランドへ渡った。1919年に帰国する。
1947年の監督作品『肉体の悪魔』で国際的な成功を収める。1977年に映画監督業を引退する。
国民戦線の党員として1989年欧州議会議員選挙にて当選を果たすが、ナチスをめぐる発言が雑誌で取り上げられ、辞職した。
2000年2月5日、アルプ＝マリティーム県アンティーブにて死去。98歳没。

## フィルモグラフィー

### 映画
- 乙女の星（1946年）
- 肉体の悪魔（1947年）
- 雪の夜の旅人（1951年）
- 七つの大罪「高慢」（1952年）
- 青い麦（1954年）
- 赤と黒（1954年）
- 夜のマルグリット（1955年）
- パリ横断（1956年）
- 可愛い悪魔（1958年）
- 勝負師（1958年）
- 青い女馬（1959年）
- 恋人たちの森（1960年）
- 巌窟王（1961年）
- 傷心（1965年）
- 愛すべき女・女たち「快楽を運ぶ救急車」（1967年）